# Quitupan
Quitupan è un comune del Messico, situato nello stato di Jalisco.